# آیه ۳۴ سوره نساء

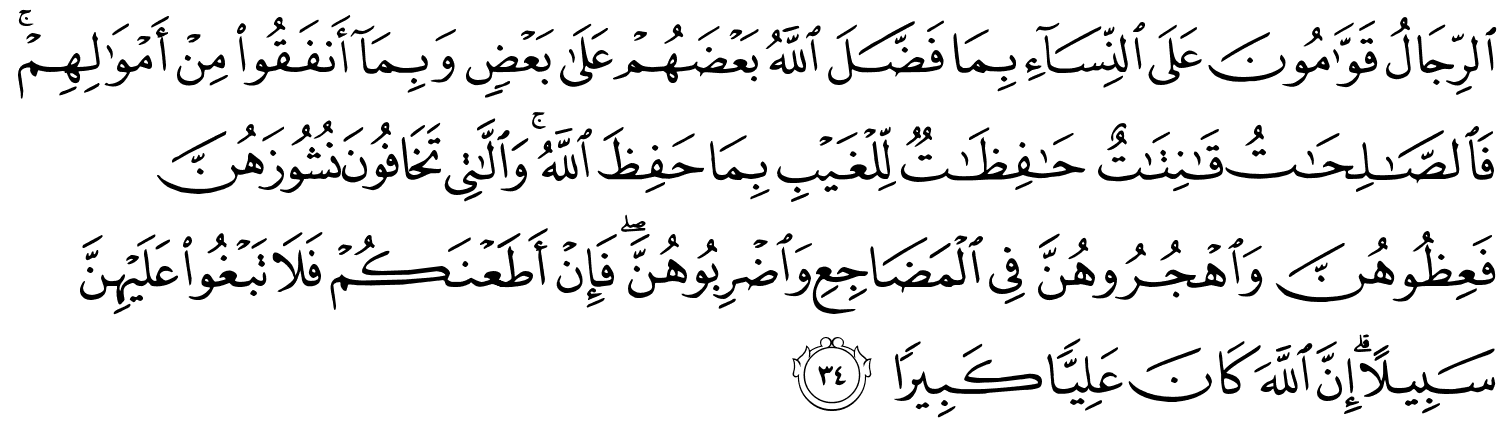
متن آیه

آیه الرجال قوامون علی النسا که آیه ۳۴ سوره نساء است، یکی از آیات مناقشه برانگیز چهارمین سوره قرآن است که به شکل‌های مختلفی ترجمه و تفسیر می‌شود. این آیه در باب مسائل روابط زناشویی در اسلام مورد توجه است.

## محتویات

### آیه
الرِّجَالُ قَوَّامُونَ عَلَی النِّسَاءِ بِمَا فَضَّلَ اللَّهُ بَعْضَهُمْ عَلَیٰ بَعْضٍ وَبِمَا أَنْفَقُوا مِنْ أَمْوَالِهِمْ ۚ فَالصَّالِحَاتُ قَانِتَاتٌ حَافِظَاتٌ لِلْغَیْبِ بِمَا حَفِظَ اللَّهُ ۚ وَاللَّاتِی تَخَافُونَ نُشُوزَهُنَّ فَعِظُوهُنَّ وَاهْجُرُوهُنَّ فِی الْمَضَاجِعِ وَاضْرِبُوهُنَّ ۖ فَإِنْ أَطَعْنَکُمْ فَلَا تَبْغُوا عَلَیْهِنَّ سَبِیلًا ۗ إِنَّ اللَّهَ کَانَ عَلِیًا کَبِیرًا

### ترجمه‌های فارسی
حسین الهی قمشه‌ای:
مردان را بر زنان تسلط و حق نگهبانی است به واسطه آن برتری که خدا برای بعضی بر بعضی مقرر داشته و هم به واسطه آنکه مردان از مال خود نفقه دهند، پس زنان شایسته مطیع شوهران و در غیبت آنان حافظ (حقوق آنها) باشند از آن رو که خدا هم (حقوق زنان را) حفظ فرموده‌است. و زنانی که از نافرمانی آنان (در حقوق همسری) بیمناکید باید نخست آنان را موعظه کنید و (اگر مطیع نشدند) از خوابگاه آنان دوری گزینید و (اگر باز مطیع نشدند) آنان را به زدن تنبیه کنید، چنانچه اطاعت کردند دیگر راهی بر آنها مجویید، که همانا خدا بزرگوار و عظیم الشأن است.
حسین انصاریان:
مردان، کارگزاران و تدبیرکنندگانِ [زندگی] زنانند، به خاطر آنکه خدا مردان را [از جهت توان جسمی، تحمل مشکلات و قدرت روحی و فکری] بر زنان برتری داده، و به خاطر آنکه [مردان] از اموالشان هزینه زندگی زنان را [به عنوان حقّی واجب] می‌پردازند؛ پس زنان شایسته و درست کار [با رعایت قوانین حق] فرمانبردار [و مطیع شوهر] ند [و] در برابر حقوقی که خدا [به نفع آنان برعهده شوهرانشان] نهاده‌است، در غیاب شوهر [حقوق و اسرار و اموال او را] حفظ می‌کنند. و زنانی که از سرکشی و نافرمانی آنان بیم دارید [در مرحله اول] پندشان دهید، و [در مرحله بعد] در خوابگاه‌ها از آنان دوری کنید، و [اگر اثر نبخشید] آنان را [به گونه ای که احساس آزار به دنبال نداشته باشد] تنبیه کنید؛ پس اگر از شما اطاعت کردند برای آزار دادن آنان هیچ راهی مجویید؛ یقیناً خدا بلند مرتبه و بزرگ است.
محمدمهدی فولادوند:
مردان، سرپرست زنانند، به دلیل آنکه خدا برخی از ایشان را بر برخی برتری داده و [نیز] به دلیل آنکه از اموالشان خرج می‌کنند. پس، زنان درستکار، فرمانبردارند [و] به پاس آنچه خدا [برای آنان] حفظ کرده، اسرار [شوهران خود] را حفظ می‌کنند. و زنانی را که از نافرمانی آنان بیم دارید [نخست] پندشان دهید و [بعد] در خوابگاه‌ها از ایشان دوری کنید و [اگر تأثیر نکرد] آنان را بزنید؛ پس اگر شما را اطاعت کردند [دیگر] بر آنها هیچ راهی [برای سرزنش] مجویید، که خدا والای بزرگ است.
عبدالمحمد آیتی:
مردان، از آن جهت که خدا بعضی را بر بعضی برتری داده‌است، و از آن جهت که از مال خود نفقه می‌دهند، بر زنان تسلط دارند. پس زنان شایسته، فرمانبردارند و در غیبت شوی عفیفند و فرمان خدای را نگاه می‌دارند. و آن زنان را که از نافرمانیشان بیم دارید، اندرز دهید و از خوابگاهشان دوری کنید و بزنیدشان. اگر فرمانبرداری کردند، از آن پس دیگر راه بیداد پیش مگیرید. و خدا بلندپایه و بزرگ است.
ناصر مکارم شیرازی:
مردان، سرپرست و نگهبان زنانند، بخاطر برتریهایی که خداوند (از نظر نظام اجتماع) برای بعضی نسبت به بعضی دیگر قرار داده‌است، و بخاطر انفاقهایی که از اموالشان (در مورد زنان) می‌کنند. و زنان صالح، زنانی هستند که متواضعند، و در غیاب (همسر خود) اسرار و حقوق او را، در مقابل حقوقی که خدا برای آنان قرار داده، حفظ می‌کنند. و (امّا) آن دسته از زنان را که از سرکشی و مخالفتشان بیم دارید، پند و اندرز دهید! (و اگر مؤثر واقع نشد) در بستر از آنها دوری نمایید! و (اگر هیچ راهی جز شدت عمل، برای وادار کردن آنها به انجام وظایفشان نبود) آنها را تنبیه کنید! و اگر از شما پیروی کردند، راهی برای تعدّی بر آنها نجویید! (بدانید) خداوند، بلندمرتبه و بزرگ است. (و قدرت او، بالاترین قدرتهاست)

## پیش‌زمینه آیه
تعدادی از ترجمه‌های این آیه از عربی به زبان‌های دیگر وجود دارد، و تا حدودی با هم متفاوتند. از نظر برخی «الرِّجَالُ قَوَّامُونَ عَلَی النِّسَاءِ» خبردهندهٔ آن زمان است نه امر الهی و غیرقابل تغییر، به طوری که قرطبی در «تفسیر الجامع القران» به مبتدا و خبر بودن عبارت اذعان می‌کند. عبدالله جوادی آملی در شرح معنای این آیه می‌نویسد: «یعنی؛ ای مردها شما قوام منزل باشید، سرپرست منزل باشید و اداره زندگی را در منزل به عهده بگیرید زیرا که، آسایش و آرامش زندگی مرد در خانه است.»
همچنین گروه‌های فمینیسم اسلامی، تفسیرهای تاریخی از این آیه را مرتبط با فرهنگ پدرسالار در ساختار تاریخی خانواده در قرون گذشته دانسته‌اند نه امری الهی؛ که باید در کنار آیات دیگر قرآن تفسیر شود. همان‌گونه که برخی مسلمانان، همچون گروه‌های فمینیست اسلامی، استدلال می‌کنند که مردان مسلمان از این متن به عنوان بهانه ای برای خشونت خانگی استفاده می‌کنند.
آن طور که در منابع اسلامی ثبت ضبط شده‌است، محمد در خطبه وداع پیامبر، و به‌طور مشابه در حدیثی که توسط ابوداود جمع‌آوری شده‌است، دستورالعمل می‌دهد که اگر زنانشان در غیبت شوهرانشان مرتکب اعمال غیراخلاقی یا زنا شدند، آنان بزنند، اما نه به‌طور جان‌فرسا (فَاضْرِبُوهُنَّ ضَرْبًا غَیْرَ مُبَرِّحٍ، ترجمه تحت‌اللفظی: «بزنیدشان، زدنی غیر جان‌فرسا»)؛

## مناقشه بر سر معنای ضرب در این آیه
ریشه ضرب در زبان عربی دارای معانی متعددی است. معنای اول ضرب در کهن‌ترین لغت نامه موجود عرب (یعنی کتاب العین، متعلق به خلیل بن احمد فراهیدی) این است: «الضرب یقع علی جمیع الاعمال» یعنی "عنوان ضرب بر هر کاری واقع می‌شود (هر کاری را می‌توان ضرب نامید)".
پژوهشگران متعددی در سالهای اخیر، با تکیه بر روش پژوهش‌های تفسیری و لغوی، مجموعه ای از معانی غیر از "تنبیه بدنی" را برای ضرب در این آیه پیشنهاد کرده‌اند و تنبیه بدنی را از دلالتهای معنایی این آیه ندانسته‌اند. معانی پیشنهادی ایشان از این قرار است:
۱- واکنش عملی ملایم (مانند قهر کردن)
۲- جدایی، اعراض و فاصله گرفتن
۳- سفر رفتن و ترک منزل
۴- سخت‌گیری در نفقه زن ناشزه
۵- توجه و محبت بیشتر، به شوق درآوردن، روی آوردن، معاشقه برخی از زبان شناسان مانندلاله بختیار نیز، در مقابل ترجمه‌های سنتی، ضرب را در این آیه به معنای «فاصله گرفتن» درنظر گرفته‌است.

## دیدگاه دیگر
برخی نیز برای «ضرب» احتمال معنای «ملاعبه و شوخی با همسر» را مطرح ساخته و با توجه به روایات «ضرب با چوب مسواک» حکمت این نوع زدن را شکل‌گیری «مزاح و شوخی» و درنتیجه آشتی طرفین محتمل دانسته‌اند (شهید ثانی).

## نسخ شدن آیه
مهدی مهریزی معتقد به نسخ شدن ظاهر آیه است که در جهت حذف مرحله‌ای آداب و رسوم جاهلی بوده‌است.